# Europese kampioenschappen badminton 2004
De 19e editie van het Europees kampioenschap badminton werd georganiseerd door de Zwitserse stad Genève. Het toernooi duurde negen dagen, van 16 april 2004 tot en met 24 april 2004.
Ook dit jaar waren de Denen oppermachtig, met een totaal van 11 medailles (3x goud, 3x zilver, 5x brons) waren zij het best scorende land van het EK. Ze werden gevolgd door Nederland (2x goud, 1x zilver en 1x brons) en de derde plek werd ingenomen door de Engelsen (1x goud en 1x zilver).

## Medaillewinnaars
| Onderdeel      | Goud                                 | Zilver                         | Brons                             |
| -------------- | ------------------------------------ | ------------------------------ | --------------------------------- |
| Mannen enkel   | Peter Gade                           | Kenneth Jonassen               | Björn Joppien                     |
| Mannen enkel   | Peter Gade                           | Kenneth Jonassen               | Anders Boesen                     |
| Vrouwen enkel  | Mia Audina                           | Pi Hongyan                     | Camilla Martin                    |
| Vrouwen enkel  | Mia Audina                           | Pi Hongyan                     | Yao Jie                           |
| Mannen dubbel  | Jens Eriksen Martin Lundgaard Hansen | Anthony Clark Nathan Robertson | Lars Paaske Jonas Rasmussen       |
| Mannen dubbel  | Jens Eriksen Martin Lundgaard Hansen | Anthony Clark Nathan Robertson | Michal Logosz Robert Mateusiak    |
| Vrouwen dubbel | Lotte Bruil Mia Audina               | Rikke Olsen Ann-Lou Jørgensen  | Mette Schjoldager Pernille Harder |
| Vrouwen dubbel | Lotte Bruil Mia Audina               | Rikke Olsen Ann-Lou Jørgensen  | Juliane Schenk Nicole Grether     |
| Gemengd dubbel | Nathan Robertson Gail Emms           | Jonas Rasmussen Rikke Olsen    | Jens Eriksen Mette Schjoldager    |
| Gemengd dubbel | Nathan Robertson Gail Emms           | Jonas Rasmussen Rikke Olsen    | Fredrik Bergström Johanna Persson |
| Teams          | Denemarken                           | Nederland                      | Duitsland                         |

## Medaille klassement
| Plaats | Land       | Goud | Zilver | Brons | Totaal |
| 1      | Denemarken | 3    | 3      | 5     | 11     |
| 2      | Nederland  | 2    | 1      | 1     | 4      |
| 3      | Engeland   | 1    | 1      | 0     | 2      |
| 4      | Frankrijk  | 0    | 1      | 0     | 1      |
| 5      | Duitsland  | 0    | 0      | 3     | 3      |
| 6      | Polen      | 0    | 0      | 1     | 1      |
| 6      | Zweden     | 0    | 0      | 1     | 1      |
| Totaal | Totaal     | 6    | 6      | 11    | 23     |